# Journal of General Physiology
The Journal of General Physiology, abgekürzt J. Gen. Physiol. bzw. JGP, ist eine wissenschaftliche Fachzeitschrift, die im Jahr 1918 von Jacques Loeb gegründet wurde und vom Rockefeller-University-Press-Verlag herausgegeben wird. Es werden Arbeiten veröffentlicht, die eine allgemeine physiologische Bedeutung haben.
Der Impact Factor lag im Jahr 2014 bei 4,788. Nach der Statistik des ISI Web of Knowledge wird das Journal mit diesem Impact Factor in der Kategorie Physiologie an siebter Stelle von 83 Zeitschriften geführt.